# マクマス (小惑星)
マクマス (1955 McMath) は、小惑星帯にある小惑星。インディアナ小惑星計画 (Indiana Asteroid Program) によってゲーテ・リンク天文台で発見された。

## 名称
アメリカ人の技術者・実業家であり天文学者のロバート・マクマス (Robert Raynolds McMath) （1891年 - 1962年）に因んで名付けられた。
ロバート・マクマスは1931年、父や友人とともにマクマス＝ハルバート天文台 (McMath–Hulbert Observatory) をミシガン大学に寄贈し、同天文台の台長を1931年から1961年まで務めている。また、1950年に設立されたアメリカ国立科学財団（NSF）には初期から顧問として関わった。国立の天文台が必要であることをNSFに助言した小委員会の委員長を務めており、彼が行った候補地の調査はキットピーク国立天文台の建設につながっている。天文学研究大学連合（AURA） (Association of Universities for Research in Astronomy) の設立にも関わり、その初代会長（1957年 - 1958年）ならびにAURA理事会理事長を務めている。
この名称は、F. K. Edmondson によって提案され、1981年3月1日付の小惑星回報で命名が公表された。なおこの回報では、同じく F. K. Edmondson の提案によって、ゲーテ・リンク天文台で発見された小惑星に AURAの第2代会長 C・D・シェーン (C. Donald Shane) に因む (1994) シェーンが命名されている。